# Ганс Шульце
Ганс Шульце (нім. Hans Schulze, 25 серпня 1911 — 26 січня 1992) — німецький плавець і ватерполіст.
Срібний призер Олімпійських Ігор 1932, 1936 років.